# UFC 221
UFC 221: Romero vs. Rockhold var en MMA-gala som arrangerades av Ultimate Fighting Championship och ägde rum 11 februari 2018 i Perth i Australien. 

## Resultat
1. ↑  Catchweight 187,7 lbs.[2]